# Davenport (Florida)
Davenport és una població dels Estats Units a l'estat de Florida. Segons el cens del 2000 tenia 28.360 habitants.

## Demografia
Segons el cens del 2000, Davenport tenia 1.924 habitants, 708 habitatges, i 536 famílies. La densitat de població era de 476,2 habitants per km².
Dels 708 habitatges en un 23,3% hi vivien nens de menys de 18 anys, en un 62,7% hi vivien parelles casades, en un 8,9% dones solteres, i en un 24,2% no eren unitats familiars. En el 20,8% dels habitatges hi vivien persones soles el 12,1% de les quals corresponia a persones de 65 anys o més que vivien soles. El nombre mitjà de persones vivint en cada habitatge era de 2,55 i el nombre mitjà de persones que vivien en cada família era de 2,9.
Per edats la població es repartia de la següent manera: un 20,7% tenia menys de 18 anys, un 7,4% entre 18 i 24, un 21,3% entre 25 i 44, un 22% de 45 a 60 i un 28,6% 65 anys o més.
L'edat mediana era de 46 anys. Per cada 100 dones de 18 o més anys hi havia 86,4 homes.
La renda mediana per habitatge era de 29.408 $ i la renda mediana per família de 41.000 $. Els homes tenien una renda mediana de 31.341 $ mentre que les dones 25.492 $. La renda per capita de la població era de 15.544 $. Entorn del 7,2% de les famílies i el 10,8% de la població estaven per davall del llindar de pobresa.

## Poblacions més properes
El següent diagrama mostra les poblacions més properes.